# Cantón Central de Limón
Cantón Central de Limón är en kanton i Costa Rica.   Den ligger i provinsen Limón, i den östra delen av landet, 100 km öster om huvudstaden San José.